# Голубянка восточная
Голубя́нка восто́чная (Plebejus subsolanus) — вид дневных бабочек семейства Голубянки.

## Описание

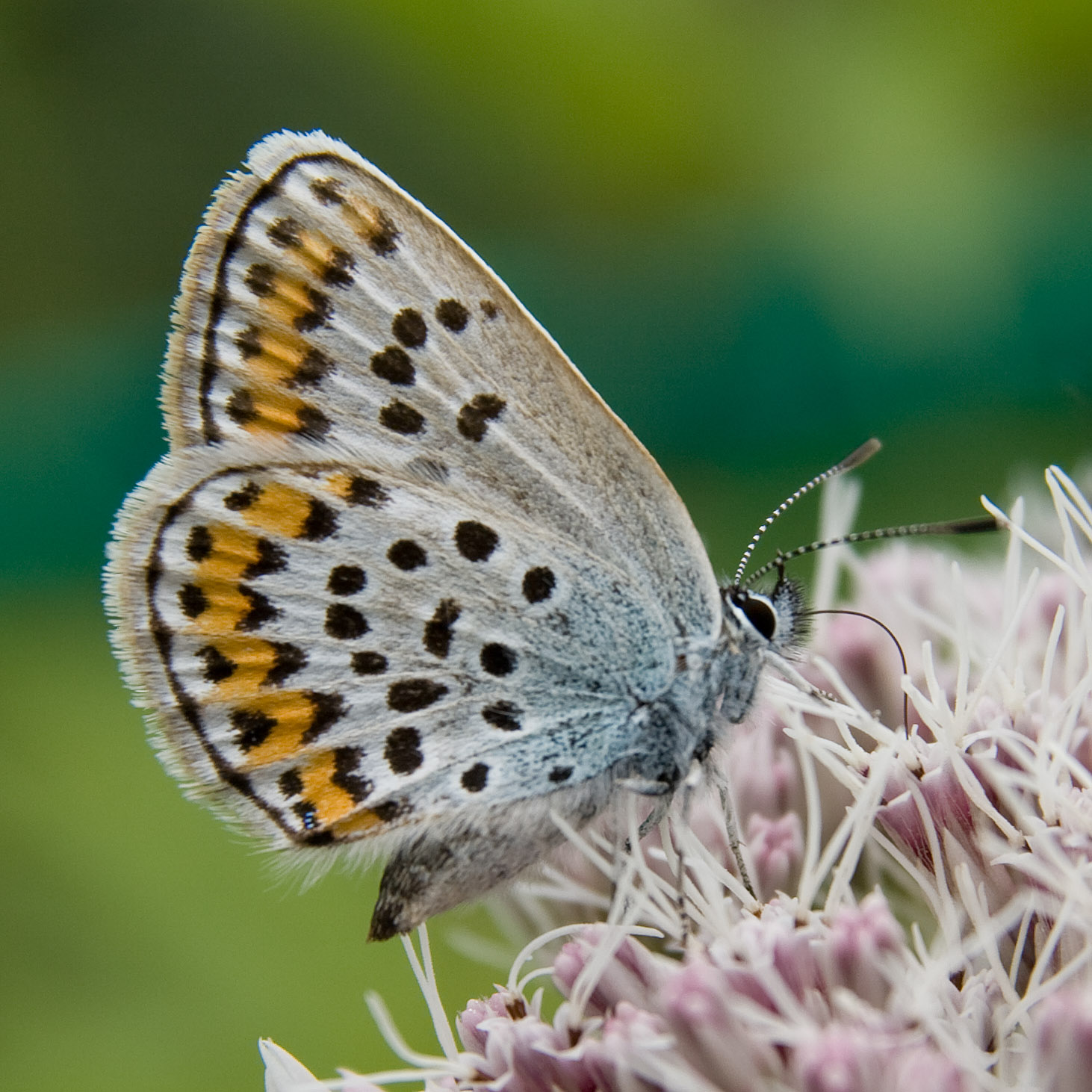
Нижняя сторона крыльев

Длина передних крыльев 13—19 мм. Крылья самца сверху синих тонов, с тёмными жилками. Крылья самки сверху тёмно-бурые без заметного напыления синих чешуек, с нижней стороны крылья обычно без блестящих пятен. Вершина костального отростка вальвы без крупных зубчиков.
Типовая местность: Иркутск.

## Распространение
Юго-восток Западной Сибири, горы Южной Сибири, юг Дальнего Востока, включая Сахалин, Китай, Корея, Япония.
Обитает на лугах различных типов, в горах, местами до верхней границы леса.

## Жизненный цикл
Лёт бабочек с июня до середины августа. Бабочки активно посещают цветущие растения: душицу обыкновенную, клевер ползучий, змееголовник поникший, горноколосник колючий и другие.
Яйца белые, плоские. Откладываются на стеблях, крупных листьях и камнях вблизи кормовых растений. Зимуют.
Гусеница в последнем возрасте зелёная, с желтовато-белыми продольными линиями ниже дыхалец. Посещается муравьями. Кормовые растения гусениц — различные бобовые: горошек, астрагал, копеечник и другие.
Куколка светло-зелёная, располагается на нижней стороне листа, среди опавших листьев или под камешками.